# 鯨魚座τf
鯨魚座τf（Tau Ceti f），即天倉五f，是一顆已確認的太陽系外行星，母恆星是類似太陽的鯨魚座恆星天倉五，距離地球約11.905光年，是距離母恆星最遠的行星。

## 概要
鯨魚座τf自母恆星天倉五算起第五顆行星，該顆行星是使用來自凱克望遠鏡的 HIRES、英澳行星搜尋計畫以及高精度徑向速度行星搜索器的資料進行恆星徑向速度變化的統計發現的。
該行星因為是位於天倉五的適居帶範圍內部較接近母恆星的位置而受到注意，它和母恆星的距離是1.35天文單位，接近太陽系中火星和太陽的距離，軌道週期642日。該行星可能是超級地球，質量下限是6.6倍地球質量。假設它是由岩石和水組成的話，體積可能是地球的2.3倍。假設它擁有和地球類似的大氣層，它的表面溫度可能是−40°C或233 K，但如果它有能產生溫室效應的濃密大氣層，表面溫度可能是更高的0°C到50°C，這溫度允許多細胞生物生存。